# Act Naturally
Singles de Buck Owens
You're for Me
(1962) Love's Gonna Live Here
(1963)
Act Naturally est une chanson composée par Johnny Russell et Voni Morrison.  Elle est dans un premier temps donnée à Buck Owens qui la publie en single le 11 mars 1963. Le single se classe en tête des charts de musique country lors de sa sortie.
La chanson connaît une deuxième vie en 1965 lorsque les Beatles décident de la reprendre. Chantée par Ringo Starr, elle apparaît sur l'album Help!. Avec Dizzy Miss Lizzy, il s'agit des dernières reprises enregistrées par le groupe. Elle paraît également, aux États-Unis seulement, en face B du single Yesterday.
Une vingtaine d'autres reprises ont été réalisées. Loretta Lynn s'est ainsi prêtée à l'exercice, mais la reprise qui a eu le plus de succès est celle qu'ont réalisée en duo Ringo Starr et Buck Owens en 1989 et qui est disponible sur l'album de compilation Photograph de Ringo Starr sorti en 2007 sur disques Capitol.

## Genèse
Au début des années 1960, le compositeur Johnny Russell vivait à Fresno en Californie. Des amis l'ont un soir convié à une session d'enregistrement à Los Angeles, le forçant à annuler un rendez-vous avec sa petite amie de l'époque. Pour se justifier, il plaisante avec elle : « They are going to put me in the movies and make a big star out of me » (« Ils vont me faire faire des films et faire de moi une grande star ») : cette phrase devient le premier vers de sa nouvelle chanson, Act Naturally.
Il écrit la chanson le soir même, et tente de la faire chanter à l'artiste qu'il accompagnait à Los Angeles, sans succès. Lui-même se propose de l'enregistrer, mais son producteur refuse, trouvant son potentiel trop faible. Deux ans passent sans que Russel ne parvienne à vendre sa création.
En 1963, il travaille avec une compositrice, Voni Morrison, qui lui conseille de proposer la chanson à un artiste pour qui elle a travaillé, le chanteur de country Buck Owens. C'est là le seul apport de Morrison à la chanson, mais elle est créditée car les deux compositeurs avaient alors un accord.

## Version de Buck Owens
Lorsqu'elle lui est proposée, Buck Owens rejette Act Naturally, qu'il n'apprécie pas. En revanche, Don Rich, membre des Buckaroos (le groupe qui accompagne alors Owens), est particulièrement charmé par la composition et finit par persuader le chanteur. Celui-ci rappelle Russell une nuit, demandant la permission de l'enregistrer. Russell a par la suite raconté : « J'ai ensuite découvert qu'ils avaient déjà enregistré la chanson ce jour-là et voulaient juste les droits de publication. J'étais plus qu'heureux de leur donner les droits pour que la chanson soit enregistrée ».
La chanson est enregistrée le 12 février 1963 dans les studios Capitol de Hollywood et sort en single le 11 mars suivant. Il s'agit de la première chanson d'Owens qui se classe en tête des charts de musique country, contribuant à en faire une star. D'autres grands succès suivent pour lui durant cette décennie. Act Naturally est également la composition phare de Russell.
En 2013, la chanson reçoit le Grammy Hall of Fame Award.

## Version des Beatles
Pistes de Yesterday and Today
Yesterday And Your Bird Can Sing
Pistes de Help!
Ticket to Ride It's Only Love

### Enregistrement
En 1965, les Beatles préparent leur nouvel album, Help!. John Lennon et Paul McCartney ont une chanson préparée pour Ringo Starr, intitulée If You've Got Trouble. Cependant, enregistrée en une prise, elle est rapidement rejetée, car d'un niveau trop faible. Steve Turner va jusqu'à parler de « la plus mauvaise chanson qu'il [Ringo Starr] aurait jamais dû chanter ».
Le batteur, amateur de musique country, propose alors de reprendre la chanson de Buck Owens. L'enregistrement se déroule le 17 juin dans les studios EMI. Treize prises sont réalisées : les douze premières concernent la piste rythmique, la treizième le chant de Ringo Starr. Il reprend donc cette chanson où un acteur parie qu'il va devenir une grande star, puisque tout ce qu'il a à faire, c'est jouer naturellement le rôle d'un homme triste et seul qui pourrait lui permettre de gagner un Oscar. Parallèlement, le batteur des Beatles est le personnage central du scénario du long-métrage dont ils viennent d'achever le tournage : Help!.
Les mixages mono et stéréo sont réalisés le lendemain par George Martin, Norman Smith et Phil McDonald.

### Interprètes
- Ringo Starr : chant, batterie
- Paul McCartney : chœurs, basse
- John Lennon : guitare acoustique
- George Harrison : guitare solo double piste

### Parution
Act Naturally apparaît pour la première fois sur la face 2 de l'album Help! qui sort au Royaume-Uni le 6 août 1965 (et subséquemment sur le E.P. Yesterday le 4 mars 1966). Elle n'est en revanche pas présente sur la version américaine de l'album, qui se contente des chansons issues de la bande originale du film du même nom. Elle y sort donc dans un single inédit, en face B de Yesterday qui sort le 13 septembre suivant. Enfin, elle y apparaît sur un album pour la première fois le 20 juin 1966 sur Yesterday and Today.
La chanson est également au programme de prestations live du groupe, notamment lors du concert des Beatles au Shea Stadium de 1965.

#### Publication en France
La chanson arrive en France en octobre 1965 sur la face B d'un 45 tours EP (« super 45 tours ») ; elle est accompagnée  de I've Just Seen a Face. Sur la face A figurent Tell Me What You See et It's Only Love. La pochette est illustrée d'une photo prise lors d'une séance au studio Farringdon à Londres par les photographes britanniques Bill Francis et Robert Whitaker (en). Celle-ci est l'œuvre de ce dernier . Des clichés pris lors de cette journée ont servi aux pochettes des albums américains Beatles '65 et Beatles VI.

Elle est publiée à nouveau en février 1966 sur la face B d'un 45 tours EP ; elle est accompagnée  de It's Only Love. Sur la face A figurent Yesterday  et The Night Before. La photo a été prise dans la plaine  Salisbury lors tournage du film Help! pour la scène où le groupe, protégé par l'armée, mime la chanson I Need You.

## Reprises
Act Naturally a fait l'objet de près de vingt reprises. La chanteuse de country Loretta Lynn en a enregistré une dès 1963. Buck Owens et Ringo Starr, ses deux interprètes les plus notables, ont également enregistré une version en duo en 1989, qui leur a valu une nomination aux Grammy Awards.
Le compositeur de la chanson, Johnny Russell, a également enregistré sa version en 2000.